# 4165 Didkovskij
4165 Didkovskij је астероид главног астероидног појаса са средњом удаљеношћу од Сунца која износи 2,453 астрономских јединица (АЈ).
Апсолутна магнитуда астероида је 13,3.